# 幻紫斑蛱蝶
幻紫斑蛺蝶（學名：Hypolimnas bolina），亦稱琉球紫蛺蝶，在台灣又名幻蛺蝶，是屬於蛺蝶科的一種蝴蝶，是斑蛺蝶屬的一種。廣泛分佈於埃塞俄比亞界、古北界、東洋界至澳新界，包括非洲，經印度、中南半島、中國南部、東南亞至澳洲及西太平洋一帶島嶼。
成蟲全年可見，愛訪花、吸腐和吸水。幼蟲食性廣，寄主繁多。多態性常見而明顯，包括個體之間及兩性異形。外型擬態模仿有毒的蝶種幻紫斑蝶，使天敵難以分辨而避免捕食。

## 形態
驅體黑褐色，腹側有許多白點。前翅近三角形，翅端呈圓弧形，前緣呈弧形，外緣中段略凹人後翅近圓形，外緣略呈鋸齒狀。緣毛黑白相間。

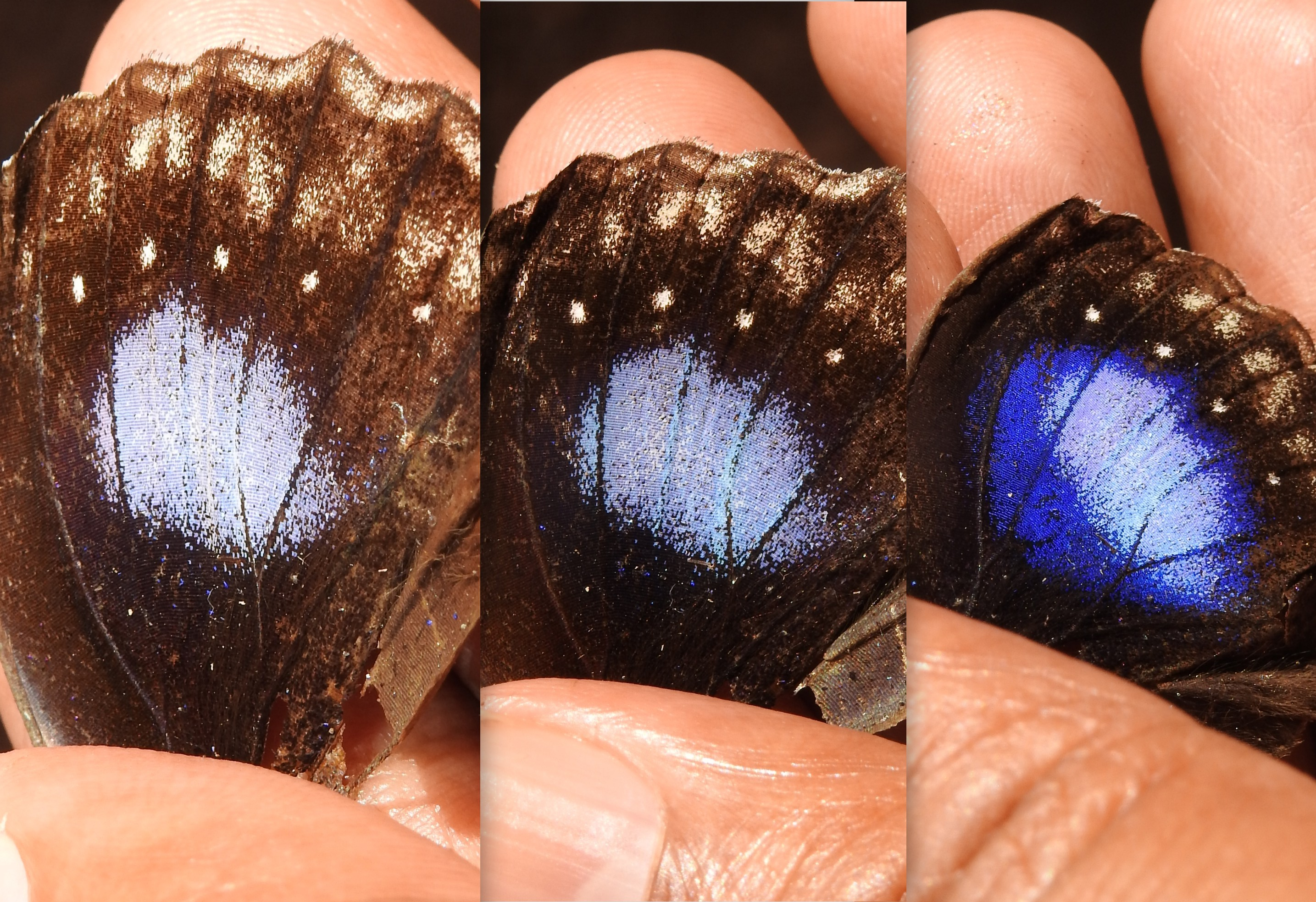
翅旁背面的紫藍閃斑為結構色，在光線充足下從不同角度觀察可見色彩幻變

翅背面底色黑褐色，前翅翅背外側有一藍紫色長斑，內有模糊白紋，近翅端有兩個小白斑，亞外緣或有白斑列排成「S」形。腹面中央亦常有一白色帶紋。後翅背面中央有一藍紫色圓斑，内亦有模糊白紋，亞外緣或有齒狀白斑列，內則有白點列，比前翅的大而整齊。
雌雄異型，即兩性個體之間的斑紋不同。雌蝶背面斑紋多樣，有具藍紫色光澤，白斑，紅斑者。多態性明顯，不同個體間的齒狀斑和相鄰圓點等斑紋的大小變化很大。外型擬態模仿有毒的蝶種幻紫斑蝶，使天敵難以分辨而避免捕食。
有關不同亞種的各個型態，詳閱下文亞種一節。

## 習性

### 幼期
雖然卵有時是聚產，但幼蟲孵化後即各自散開並不會群聚在一起，小幼蟲直接於葉下表啃食葉片，在葉片上形成孔洞狀食痕。幼蟲化蛹時是選擇地面附近的枯藤，樹枝等隱蔽處化蛹。
幼蟲的寄主植物包括：
| 爵床科 Acanthaceae     | 鈎粉草屬 Pseuderanthemum（變異鉤粉草 P. variabile）、十萬錯屬 Asystasia（寬葉十萬錯 A. gangetica A.scandens）、蘆莉草屬 Ruellia、珊瑚花屬 Cyrtanthera、爵床屬 Rostellularia、水蓑衣屬 Hygrophila（傘花水蓑衣 H. corymbosa） |
| 唇形科 Lamiaceae       | 紫蘇屬 Perilla |
| 旋花科 Convolvulaceae  | 番薯屬 Ipomoea（番薯 I. batatas、蕹菜 I. aquatica、南沙薯藤 I. gracilis）、魚黃草屬 Merremia |
| 錦葵科 Malvaceae       | 黃花稔屬 Sida（白背黃花稔 S. rhombifolia）、苘麻屬 Abutilon、賽葵屬 Malvastrum（賽葵 M. coromandelianum） |
| 椴樹科 Tiliaceae       | 刺蒴麻屬 Triumfetta |
| 蕁麻科 Urticaceae      | 艾麻屬 Laportea（紅小麻 L. interrupta）、樓梯草屬 Elatostema（稀齒樓梯草 E. cuneatum）、苧麻屬 Boehmeria、落尾木屬 Pipturus（穗花落尾麻 P. argenteus）、蕁麻屬 Urtica                                                       |
| 桑科 Moraceae          | 榕屬 Ficus（細葉榕 F. microcarpa） |
| 馬齒莧科 Portulacaceae | 馬齒莧屬 Portulaca（馬齒莧 P. oleracea） |
| 莧科 Amaranthaceae     | 蓮子草屬 Alternanthera（蓮子草 A. sessilis、A. denticulata）、牛膝屬 Achyranthes（土牛膝 A. aspera var. rubro-fusca） |
| 蓼科 Polygonaceae      | 蓼屬 Polygonum （P. prostratum）、春蓼屬 Persicaria（P. prostrata） |
| 茜草科 Rubiaceae       | 擬鴨舌黃屬 Richardia（巴西擬鴨舌癀 R. brasiliensis） |
| 菊科 Asteraceae        | 鱧腸屬 Eclipta、金腰箭屬 Synedrella（金腰箭 S. nodiflora）、牛膝菊屬 Galinsoga |
| 鴨跖草科 Commelinaceae | 鴨跖草屬 Commelina |
| 豆科 Fabaceae          | 山螞蝗屬 Desmodium、菜豆屬 Phaseolus、豇豆屬 Vigna |

### 成蟲
一年多代。成蝶全年四季可見，濕季數量較多。出沒於海拔0-2000米地區的常綠闊葉林、海岸林、鄉郊農地和花園，傾向潮濕、遮蔭和附近地面長有幼蟲寄主植物的生境。有訪花性，亦會吸食腐果、樹液。
雄蝶會在一般視線水平的高度飛行，有領域性，經常停棲在空曠地方周圍的地面上，或離地面一至兩米的樹葉上，或者貼近幼蟲的寄主植物，佔領及監察周遭環境，並會互相追逐。天氣晴朗的早午時份最為活躍。雌蝶通常近地面飛行，找尋合適的寄主產卵，也會停在地面和樹葉上。產卵時，從單產到十數顆皆有，雖然雌蝶的體型不小，但卵粒卻不大，因此一隻雌蝶可以產下數量頗多的卵。
| - 停棲 - 訪花 - 吸食腐果 - 交尾 - 產卵 |

## 亞種
- H. b. bolina (Drury, 1773

- 指名亞種，又名「紅斑型」，前翅腹面近內緣有明顯橙紅斑。分佈於印尼至澳洲及西太平洋一帶島嶼
- H. b. jacintha (Drury, 1773

- 華西亞種，又名「大陸型」，缺乏藍紫色光澤，後翅外緣白帶發達。分佈於亞洲大陸地區
- H. b. kezia (Butler, 1877)

- 台灣亞種，翅膀背面有藍紫色光澤，白斑不發達
- H. b. philippensis (Butler, 1874)

- 菲律賓亞種，翅膀背面有藍紫色光澤，前翅白帶十分鮮明
| - 白斑不發達的型態 (雌蝶) - 前翅有紅斑的型態 (雌蝶) |

## 文獻
18世紀
- 林奈 (1758): Systema Naturae (《自然系統》) per Regna Tria Naturae, Secundum Clases, Ordines, Genera, Species, cum Characteribus, Differentiis, Symonymis, Locis. Tomis I. 10th Edition Syst. Nat. (Edn 10) 1 : 479
- Linnaeus, 1764, Museum S'ae R'ae M'tis Ludovicae Ulricae Reginae Svecorum, Gothorum, Vandalorumque Mus. Lud. Ulr.: 295

19世紀
- Moore, [1881], The Lepidoptera of Ceylon Lepid. Ceylon 1 (2): 58, pl. 30, f. 1, 1b
- Wood-Mason & de Nicéville, 1881, List of Diurnal Lepidoptera from Port Blair, Andaman Islands J. Asiat. Soc. Bengal 49 Pt.II (4): 228

20世紀
- Fruhstorfer, 1910, Neues über die Genitalorgane der Rhopaloceren Ent. Zs. 24 (28): 155, f. 9-10
- Murayama & Shimonoya, 1963, On some interesting butterflies from Formosa, with descriptions of 2 new species, 2 new races, and 7 new aberrant forms Tyô to Ga 13 (3): 53, f. 13, 16 （日語）
- Lewis, 1974. Butterflies of the World: pl. 145, f. 14, pl. 146, f. 1
- Holloway & Peters, 1976, The butterflies of New Caledonia and the Loyalty Islands J. Nat. Hist. 10: 304
- Smart, 1976. The Illustrated Encyclopedia of the Butterfly World Illust. Encyp. Butt. World

21世紀
- 羅益奎, 許永亮. 郊野情報蝴蝶篇. 香港: 漁農自然護理署. 2004年. ISBN 9621428432. （繁體中文）
- Frank Jordan & Helen Schwencke, Create More Butterflies : a guide to 48 butterflies and their host-plants Earthling Enterprises, Brisbane, 2005, pp. 45, 60.
- 潘瑞輝, 楊英豪. 香港蝴蝶百科 辨蝶篇. 香港: 香港鱗翅目學會. 2012年6月. ISBN 9789628694372. （繁體中文）

## 外部連結
- 维基共享资源上的相關多媒體資源：幻紫斑蛺蝶
- 維基物種上的相關：幻紫斑蛺蝶
- Hypolimnas bolina （页面存档备份，存于） - Catalogue of Life （英文）
- Hypolimnas bolina - funet.fi （英文）
- Hypolimnas bolina （页面存档备份，存于） - Lepiforum （德文）
- Hypolimnas bolina （页面存档备份，存于） - Lepidoptera Larvae of Australia （英文）